# Andriej Kolegajew
Andriej Łukicz Kolegajew (ros. Андрей Лукич Колегаев, ur. 22 marca 1887 w Surgucie, zm. 23 marca 1937) – ludowy komisarz rolnictwa Rosyjskiej Republiki Radzieckiej/RFSRR (1917-1918).

## Życiorys
Po ukończeniu gimnazjum w Taganrogu studiował na Uniwersytecie Charkowskim, z którego 1907 został usunięty, od 1906 członek partii eserowskiej, 1908 aresztowany i 1909 skazany na 4 lata zesłania do guberni archangielskiej, karę zamieniono na wydalenie z kraju. Studiował na Sorbonie, 1917 wrócił do Rosji, od maja 1917 przewodniczący gubernialnego komitetu partii eserowskiej w Kazaniu i przewodniczący kazańskiej gubernialnej rady deputatów chłopskich. Od 15 października do grudnia 1917 członek Komitetu Politycznego Partii Socjalistów-Rewolucjonistów, od grudnia 1917 członek Partii Lewicowych Eserowców, 1917-1918 członek jej KC, od 7 grudnia 1917 do 24 marca 1918 ludowy komisarz rolnictwa RFSRR. Od maja do lipca 1918 przewodniczący Komitetu Wykonawczego Kazańskiej Rady Gubernialnej, od września do listopada 1918 członek KC Partii Rewolucyjnych Komunistów, od 27 listopada 1918 do 4 stycznia 1919 wojskowy komisarz 13 Dywizji Piechoty 8 Armii, od 24 stycznia do 18 czerwca 1918 członek Rady Wojskowo-Rewolucyjnej Frontu Południowego i przewodniczący Specjalnej Komisji Żywnościowej i szef zaopatrzenia Frontu Południowego. Od 28 stycznia 1919 ludowy komisarz rolnictwa Ukraińskiej Socjalistycznej Republiki Radzieckiej, od czerwca 1919 w Centralnym Zarządzie Rezerw Wojskowych RFSRR, zastępca przewodniczącego i przewodniczący Specjalnej Komisji Transportowej przy Radzie Pracy i Obrony RFSRR, 1920-1921 członek Kolegium Ludowego Komisariatu Komunikacji Drogowej RFSRR, od maja 1921 przewodniczący Komisji Rewizyjnej na Wołgę i Morze Kaspijskie. Później pracownik Banku dla Handlu Zagranicznego ZSRR i Syndykatu Naftowego ZSRR, zarządca trustu "Urałcwietmiet" w Czelabińsku.
W 1936 aresztowany, 23 marca 1937 skazany na śmierć przez Wojskowe Kolegium Sądu Najwyższego ZSRR pod zarzutem działalności antysowieckiej i rozstrzelany. W 1957 pośmiertnie zrehabilitowany.